# Privatbrauerei Reh
Die Privatbrauerei Reh GmbH ist eine Bierbrauerei im oberfränkischen Lohndorf (Gemeinde Litzendorf) im Landkreis Bamberg. Die Brauerei hat eine Jahresproduktion von 8000 Hektolitern. Gegründet wurde die Brauerei 1901 und wurde bis 2024 durch die Privatbrauerei Reh OHG betrieben.
Die Produktpalette umfasst ganzjährig die Biersorten Pils, Zwickl, Ellertaler Landbier Hell, Ellertaler Landbier Dunkel und Ellertaler Weisse. Saisonal werden Reh-Bock hell (zur Fastenzeit), Dunkler Bock (zur Adventszeit) und Märzen (in unregelmäßigen Abständen) gebraut.